# MAI Moscou
Le MAI Moscou (en russe : Спортивный клуб Московского Авиационного Института, littéralement Club sportif de l'Institut d'aviation de Moscou) est un club omnisports rattaché à l'Institut d'aviation de Moscou et comptant une quarantaine de sections dont les plus populaires sont le basket-ball, le volley-ball, le rugby à XV (section ouverte dès 1959) et l'aviron, cette dernière possédant quelques champions du monde.
La section la plus connue est celle de handball, qui fut 7 fois champion d'URSS et a remporté deux coupes d'Europe chez les hommes dans les années 1970.
Il a compté parmi ses licenciés plusieurs champions olympiques.

## Section de handball

### Palmarès
Le palmarès de la section de handball est :
Compétitions internationales
- Coupe d'Europe des clubs champions : 
  - Vainqueur : 1973
  - Finaliste : 1974
- Coupe d'Europe des vainqueurs de Coupe :
  - Vainqueur : 1977

Compétitions nationales
- Championnat d'Union soviétique : 
  - Vainqueur (7) : 1965, 1968, 1970, 1971, 1972, 1974, 1975
  - Deuxième (8) : 1961, 1969, 1973, 1976, 1977, 1978, 1979, 1980
- Championnat d'Union soviétique à 11 :
  - Vainqueur : 1960

Autres compétitions
- Challenge international Georges-Marrane :
  - Vainqueur : 1980, 1981

### Personnalités liées à la section
- Anatoli Evtouchenko : entraîneur dans les années 1960, 1970 et 1980
- Albert Guassiev : joueur jusqu'en 1969, entraîneur-adjoint de 1969 à 1974, entraîneur à partir de 1974[1]
- Vassili Iline : joueur
- Youri Klimov (en) : joueur
- Vladimir Kravtsov (en) : joueur
- Viktor Makhorine (en) : joueur
- Vladimir Maksimov : joueur jusqu'en 1978, champion olympique en 1976
- Vitali Sevastianov : joueur puis cosmonaute[1]
- Vladislav Volkov : joueur puis cosmonaute[1]

## Section de basket-ball
- Championnat d'URSS féminin
  - Vainqueur : 1946, 1947, 1951, 1954, 1955

## Section de rugby à XV
La section rugby a terminé troisième du Championnat soviétique en 1969 puis deuxième en 1970 et 1971. Plus récemment, elle participe à la Coupe baltique, étant battue en finale en 2011.